# المغتربون في الكويت
المغتربون في الكويت هم الجالية الوافدة الذين يعيشون في الكويت. بلغ عددهم 3،315،086 شخص اعتبارًا من عام 2025. وينجذب أغلبهم في المقام الأول إلى فرص العمل المتاحة في الكويت. تعتبر الجالية الهندية هي أكثر الجاليات تواجداً في الكويت حيث تجاوز عددهم أكثر من مليون شخص اعتبارًا من عام 2023.

## سكان الشرق الأوسط وشمال إفريقيا (العرب)

### البحارنة
يعيش في الكويت حوالي 6،856 بحرانيًا.

### المصريون
يشكل المصريون ثاني أكبر جالية وافدة في الكويت، حيث يصل عددهم إلى أكثر من 666 ألف عامل (اعتبارًا من ديسمبر 2020).[بحاجة لمصدر]

### الإماراتيون
يعيش في الكويت حوالي 1730 مواطناً إماراتياً.

### العراقيون
يعيش في الكويت ما يقارب 16،800 إلى 18،000 عراقي.

### الأردنيون
يعيش في الكويت نحو 33 ألف أردني.

### اللبنانيون
يعيش في الكويت 106،000 آلاف مواطن لبناني، معظمهم في مدينة الكويت.[بحاجة لمصدر]

### العمانيون
يعيش في الكويت نحو 3،634 عمانيًا.

### الفلسطينيون
يوجد حوالي 70 ألف مهاجر فلسطيني في الكويت. ومع ذلك، ذكرت إحدى المصادر أنه اعتبارًا من عام 2015، يعيش حوالي 10 آلاف مواطن فلسطيني في الكويت.

### القطريون
يعيش في الكويت نحو 1،731 قطريًا.

### السعوديون
يعيش 540،773 مواطنًا سعوديًا في الكويت، ومع ذلك، ذكرت إحدى المصادر أن حوالي 132،533 سعوديًا يعيشون في الكويت. كل من الكويت والمملكة العربية السعودية جارتان وجزء من مجلس التعاون الخليجي، مما يعني أن مواطني كل دولة عضو في مجلس التعاون الخليجي يمكنهم العيش والعمل في أي من الدول الستة بدون تأشيرة. كما يوجد العديد من العوائل المنقسمة بين البلدين، جزء منها في الكويت والجزء الآخر في السعودية.

### السودانيون
يعيش في الكويت نحو 7 آلاف سوداني.

### السوريون
يوجد حوالي 161 ألف مغترب سوري في الكويت. كان السوريون من أوائل القوى العاملة المتعلمة في الكويت، حيث هاجر أول المغتربين السوريين إلى الكويت في ستينيات القرن الماضي.

### اليمنيون
يعيش في الكويت نحو 11 ألف يمني.

## سكان غرب آسيا (غير العرب)

### الأمريكيون
قبل حرب الخليج، وصل عدد السكان الأرمن إلى ذروته عند 12،000 نسمة. ولكن بعد الغزو العراقي، انخفض عدد الأرمن في الكويت بشكل كبير إلى 500 نسمة فقط حيث غادروا البلاد ولم يعودوا.
وذكرت إحدى المصادر أنه اعتبارًا من عام 2015، كان هناك حوالي 5000 أرمني يعيشون في الكويت.

### الإيرانيون
في عام 2012، كان هناك 45،000 مغترب إيراني وفقًا لتعداد السكان. يتركز الإيرانيون بشكل كبير في منطقة بنيد القار في مدينة الكويت. يعمل معظم الإيرانيين في القطاع الخاص. في عام 2011، كان هناك 42،795 إيرانيًا في الكويت؛ كان 699 يعملون في القطاع العام، و24،684 في القطاع الخاص، و16،577 على تأشيرات تابعة.
توجد مدارس إيرانية في الكويت، جميعها ممولة من القطاع الخاص وتقع في ضواحي مدينة الكويت، على سبيل المثال المدرسة الإيرانية في الكويت.

### الأتراك
يوجد 4000 مهاجر تركي في الكويت. يعمل معظم الأتراك كحلاقين ومهندسين ورجال أعمال وأطباء.

## سكان دول جنوب الصحراء الكبرى في إفريقيا

### الإثيوبيون
يعيش في الكويت حوالي 74 ألف إثيوبي.

### الإريتريون
يعيش في الكويت حوالي 1500 إريتري.

### الكينيون
يعيش في الكويت حوالي 400 كيني.

### ليسوتويون
يعيش حوالي 7 من ليسوتو في الكويت.

### النيجيريون
يعيش في الكويت حوالي 500 نيجيري.

### السنغاليون
يعيش في الكويت حوالي 170 سنغاليًا.

### الجنوب إفريقيون
يعيش في الكويت حوالي 1000 جنوب إفريقي.

## سكان آسيا الوسطى

### الأفغان
يعيش في الكويت حوالي 15 ألف أفغاني.

### القرغيزستانيون
يعيش في الكويت حوالي 14 قرغيزيًا.

## سكان شرق آسيا

### الصين
يعيش في الكويت حوالي 5000 صيني.

### الكوريون الجنوبيون والشماليون
وصل الكوريون إلى الكويت لأول مرة في عام 1975 كموظفين في شركات البناء الكورية الجنوبية، على الرغم من أن البلدين لم يقيما علاقات رسمية حتى يونيو 1979. وبحلول ذلك الوقت، أصبحت الكويت بالفعل ثاني أكثر الوجهات شعبية في الشرق الأوسط للعمال الكوريين بعد السعودية؛ وبحلول ذلك الوقت، كان 13،813 عاملاً كوريًا قد وصلوا بالفعل إلى الكويت. ومع ذلك، سرعان ما فقدت الكويت المركز الثاني، حيث تجاوزتها ليبيا في عام 1981 والعراق في عام 1982. لم يتلق الكوريون في الكويت عمومًا ترحيبًا من المجتمع المحلي أو يندمجون فيه؛ وعلى غرار الهنود والفلبينيين والباكستانيين، وُصفوا بأنهم في أسفل الهيكل الاجتماعي، «سُخِر منهم وجُرِّدوا من حقوقهم». ولم ينفقوا الكثير من أموالهم محليًا؛ مع توفير الوجبات والسكن لهم في معسكرات عملهم، قُدِّر أنهم أرسلوا 80% من أرباحهم إلى كوريا الجنوبية. وعلى الرغم من هذه الصعوبات، فقد جاء 63،898 عاملًا من كوريا الجنوبية إلى الكويت بين عامي 1975 و1985، وبحلول عام 1990، كان من المقدر أن يبقى حوالي 10،000 عامل. تأسست المدرسة الوحيدة في الكويت للمواطنين الكوريين، وهي مدرسة الكويت للهانغول، في عام 1991. عاد معظم الكوريين الجنوبيين إلى ديارهم في العقد التالي، اعتبارًا من 2011 لم يكن هناك سوى ألف مواطن كوري جنوبي يقيمون في البلاد. ولم يُعرف وجود أي مواطنين كوريين جنوبيين سابقين يحملون الجنسية الكويتية؛ وكان ستة منهم طلابًا دوليين، بينما كان البقية يحملون أنواعًا أخرى من التأشيرات.
كان هناك سابقًا فرقة صغيرة من الجنود الكوريين الجنوبيين في الكويت، بلغ عددهم 170. تم نشر موظفين مدنيين كوريين جنوبيين من معسكر كيسي التابع للجيش الأمريكي في دونغداتشيون، غيونغي في قواعد في الكويت، بما في ذلك معسكر عريفجان، لدعم الجيش الأمريكي. في عام 2005، ادعت جماعة تطلق على نفسها اسم مجاهدي الكويت أنها قتلت مواطنًا كوريًا كجزء من هجوم على قاعدة للجيش الأمريكي في أم الهيمان بالقرب من الأحمدي.
قامت الشركات الكورية الشمالية بتعزيز حضورها في الكويت في السنوات الأخيرة، وقد قدرت حكومة كوريا الجنوبية أن هناك ما يقرب من ثلاثة أو أربعة آلاف عامل بناء كوري شمالي في البلاد اعتبارًا من 2004. بدأت شركة طيران كوريو، وهي شركة الطيران الوطنية لكوريا الشمالية، في تشغيل رحلات أسبوعية بين بيونغيانغ ومدينة الكويت في عام 2011.
ذكرت إحدى المصادر أنه اعتباراً من عام 2013، كان هناك نحو 4 آلاف كوري شمالي يعيشون في الكويت.
وذكرت إحدى المصادر أنه اعتبارًا من عام 2015، كان هناك نحو 1500 كوري جنوبي يعيشون في الكويت.

### المنغوليون
يعيش في الكويت حوالي 20 من المغول.

### التايوانيون
يعيش في الكويت حوالي 30 إلى 50 تايوانيًا.

## سكان جنوب آسيا

### البنغلاديشيون
يعيش في الكويت حوالي 181،265 بنغلاديشيًا.

### الهنود
يضم المجتمع الهندي في الكويت مهاجرين هنودًا، بالإضافة إلى مواطنين كويتيين من أصل هندي. ووفقًا لوزارة الخارجية الهندية، يبلغ عدد الهنود حوالي مليون وعشرون ألفًا في 31 ديسمبر 2020، وهم يشكلون أكبر جالية مغتربة في الكويت.
يوجد في الكويت 17 مدرسة هندية تابعة للمجلس المركزي للتعليم الثانوي. وكان هناك 164 جمعية هندية مسجلة سابقًا لدى السفارة الهندية في الكويت. وبعد تطبيق شرط إعادة التسجيل، عادت 106 من هذه الجمعيات إلى التسجيل لدى السفارة، ويتزايد عدد الجمعيات المسجلة بوتيرة ثابتة.

### النيباليون
يعيش في الكويت حوالي 101،193 نيباليًا.

### الباكستانيون
يبلغ عدد السكان الباكستانيين في الكويت حوالي 100 ألف نسمة (ديسمبر 2020).[بحاجة لمصدر] وقد أعطى القائم بالأعمال الباكستاني السابق في الكويت تقديرًا أعلى يبلغ 150 ألف نسمة في عام 2009. يوجد العديد من المدارس الباكستانية في الكويت.

### السريلانكيون
هناك 99،858 سريلانكيًا يعيشون ويعملون في الكويت اعتبارًا من عام 2016.

## سكان جنوب شرق آسيا وأوقيانوسيا

### الأستراليون
يبلغ عدد الجالية الأسترالية المقيمة في الكويت 800 شخص يعملون في قطاعات متنوعة، وخاصةً في قطاع النفط والغاز. وهي جالية مؤهلة تضم العديد من الكفاءات من مختلف المجالات.

### البورميون
يعيش في الكويت حوالي 200 بورمي.

### الكمبوديون
يعيش في الكويت حوالي 47 كمبوديًا.

### الفلبينيون
يوجد ما يقرب من 241،000 فلبيني (اعتبارًا من ديسمبر 2020) في الكويت.[بحاجة لمصدر] معظمهم من العمال المهاجرين، وحوالي 60% من الفلبينيين في الكويت يعملون كعمال منزليين.
في عام 2011، كانت الكويت سادس أكبر وجهة للعمال الفلبينيين في الخارج، حيث تم توظيف أو إعادة توظيف 65،000 في الدولة في عام 2011، وبالتالي كانت الكويت مصدرًا مهمًا للحوالات المالية إلى الفلبين، حيث تم تحويل أكثر من 105 مليون دولار أمريكي في عام 2009. وتوجد حسابات مراسلة لتسعة بنوك فلبينية مع بنوك في الكويت للسماح بتحويلات الأموال.
يوجد مركز موارد العمال الفلبينيين في الجابرية، وهو يوفر ملاذًا آمنًا للعمال الفلبينيين في الكويت الذين «تعرضوا لأشكال مختلفة من سوء المعاملة من أصحاب عملهم، مثل التعب وعدم دفع الرواتب،» بالإضافة إلى «نقص الطعام والاعتداء الجسدي واللفظي والجنسي». وبفضل مساعدة مركز موارد العمال الفلبينيين، والسفارة الفلبينية في الكويت، وإدارة التوظيف الفلبينية في الخارج، وإدارة رعاية العمال في الخارج، أُعيد مئات الفلبينيين في الكويت إلى الفلبين بسبب هذه المشاكل.
كان لدى الكويت أكبر عدد من الناخبين المسجلين بموجب قانون التصويت الغائب في الخارج المؤهلين للتصويت في الانتخابات العامة الفلبينية عام 2013.

### الإندونيسيون
يبلغ عدد الإندونيسيين المقيمين في الكويت 28،954 اعتبارًا من عام 2020.

### الماليزيون
يعيش في الكويت حوالي 300 ماليزي.

### الفيتناميون
يعيش في الكويت حوالي 400 فيتنامي.

## سكان أمريكا الشمالية والجنوبية

### الأمريكيون
يعيش في الكويت حوالي 30 ألف مواطن أمريكي.

### الأرجنتينيون
يعيش في الكويت حوالي 100 أرجنتيني.

### البرازيليون
يعيش في الكويت حوالي 300 برازيلي.

### الكنديون
يُقدَّر عدد الكنديون المقيمين في الكويت بنحو 7000 شخص ويعملون في قطاعات مهمة مثل الهندسة والمالية والحكومة والأوساط الأكاديمية والصحة وصناعة النفط.
في عام 2006، مُنحت الكويت ميدالية تحرير الكويت للجنود الكنديين الذين شاركوا في حرب الخليج الثانية. وفي فبراير 2020، كرّمت السفارة الكويتية في كندا ثلاثين جنديًا كنديًا شاركوا في حرب الخليج الأولى.
في عام 2019، كان هناك ما يقارب 450 طالبًا كويتيًا يتابعون دراستهم في كندا، معظمهم في مجال الطب. وفي عام 2015، أصبحت كلية ألغونكوين أول كلية كندية في الكويت.

### الغيانيون
يعيش حوالي 2 من مواطني غيانا في الكويت.

### المكسيكيون
يعيش في الكويت حوالي 120 إلى 150 مكسيكيًا.

### النيكاراغويون
يعيش حوالي 40 نيكاراغويًا في الكويت.

### البيروفيين
يعيش في الكويت حوالي 10 بيروفيين.

### الفنزويليون
يعيش في الكويت حوالي 400 فنزويلي.

## السكان الأوروبيون

### البريطانيون
يعيش في الكويت حوالي 4000 بريطاني. كانت الكويت محمية بريطانية من عام 1899 إلى عام 1961.

### التشيكيون
يعيش في الكويت حوالي 50 تشيكيًا.

### الدنماركيون
يعيش في الكويت حوالي 200 دنماركي.
«هناك بعض الدنماركيين المتزوجين من كويتيين، ويعملون في مناصب رفيعة. وهناك أشخاص يعملون في قطاعات النفط والضيافة والأدوية والمخابز. هل تعلم أن أول عملية تنقيب في جزيرة فيلكا الكويتية كانت بقيادة دنماركي في خمسينيات القرن الماضي؟ عُثر هناك على العديد من القطع الأثرية، وتتبعنا أصول أول مستوطنة هناك.»— أولي موسبي، سفير الدنمارك لدى الكويت.

### الألمان
يعيش في الكويت ما يقارب 500 إلى 600 ألماني.

### اليونانيون
يعيش في الكويت حوالي 250 يونانيًا.

### المجريون
يعيش في الكويت حوالي 300 مجري.

### البولنديون
يعيش في الكويت حوالي 300 بولندي.

### الرومانيون
يعيش في الكويت حوالي 800 روماني.

### السلوفاك
يعيش في الكويت حوالي 100 إلى 150 سلوفاكيًا.

### السلوفينيون
يعيش حوالي 50 سلوفينيًا في الكويت.

### الإسبان
يعيش في الكويت حوالي 96 ألف إسباني.

### السويسريون
يعيش في الكويت حوالي 105 سويسريًا.

### الأوكرانيون
يعيش في الكويت حوالي 300 أوكراني.